# Jérôme Delarue
Jérôme Delarue, né le 11 avril 1974, est un entraîneur français de handball.
Il débute comme technicien fédéral à la fin des années 1990 dans son département d'Indre-et-Loire. Ensuite entraîneur de son club de Bléré de 2006 à 2008, il intègre alors le RS St-Cyr THB. Il est responsable du développement de la formation du club et en entraîne l'équipe réserve. Dès la deuxième saison, il connaît deux montées : avec son équipe B en Nationale 3, mais aussi en tant qu'adjoint de François Berthier sur le groupe fanion en première division. Lors du dépôt de bilan du club en 2011, il devient responsable technique et entraîneur principal de l'équipe repartant en N3.
Après trois saisons, il intègre le Chartres MHB28 dont il devient responsable du centre de formation et aussi entraîneur de la réserve en N3. Au bout d'un an, il devient adjoint de Pascal Mahé sur l'équipe première, montée en D1. Il assure l'intérim à la suite du limogeage de ce dernier fin 2015, avant de redevenir adjoint du successeur Jérémy Roussel et de laisser progressivement la gestion de l'équipe réserve. En 2018, après deux échecs chartrains de remontée dans l'élite, il est nommé entraîneur principal. Son groupe domine la Proligue et fait son retour dans l'élite du handball français. Jérôme est nommé meilleur entraîneur du championnat.
À partir de 2019, il découvre le handball féminin, d'abord au Chambray Touraine Handball puis aux Neptunes de Nantes (adjoint) et, depuis 2024, à l'ES Besançon.

## Biographie

### Débuts comme entraîneur
En 2014, Jérôme Delarue se déclare « Blérois de souche et de cœur ». Il joue au Bléré Val de Cher Handball.
En 2006, Jérôme Delarue obtient son Brevet d'État d'éducateur sportif (BEES) mention handball,.
À partir de 1998, Jérôme Delarue devient salarié au comité d'Indre-et-Loire de handball.
En 2006, il devient le premier salarié de son club de toujours, le Bléré Val de Cher Handball.

### Découverte du haut niveau à St-Cyr (2008-2014)
En 2008, Jérôme Delarue est sollicité par le RS Saint-Cyr Touraine HB pour participer à l'évolution du club et la mise en place d'un centre de formation, être l'entraîneur adjoint de François Berthier en deuxième division, encadrer l'équipe réserve en Prénational et structurer la politique jeune du club.
Au terme de la saison 2009-2010, Delarue connaît deux montées simultanées : en première division en tant qu'adjoint du groupe fanion et en Nationale 3 avec la réserve.
Les deux équipes se maintiennent lors de l'exercice suivant. Mais le RS St-Cyr THB dépose le bilan en mai 2011 à cause de soucis financiers.
Le club et son équipe première repartent sous le nom de Saint-Cyr Touraine Agglomération Handball en N3 sous les ordres de Jérome Delarue et avec des joueurs au Pôle espoirs ou au centre d'entraînement régional, en sélections départementales et régionales.

### Élite et champion de D2 avec Chartres (2014-2019)
À l'été 2014, après six ans sur le banc saint-cyrien, Delarue rejoint le Chartres MHB28. Il retrouve les missions de son arrivée à St-Cyr : gestion du nouveau centre de formation, relations et échanges avec le pôle espoir, entraîneur de l'équipe réserve en Nationale 3. Sa fille aînée rejoint alors le Pôle espoir d'Orléans tandis que sa femme Nathalie et sa seconde fille restent habiter sur Bléré.

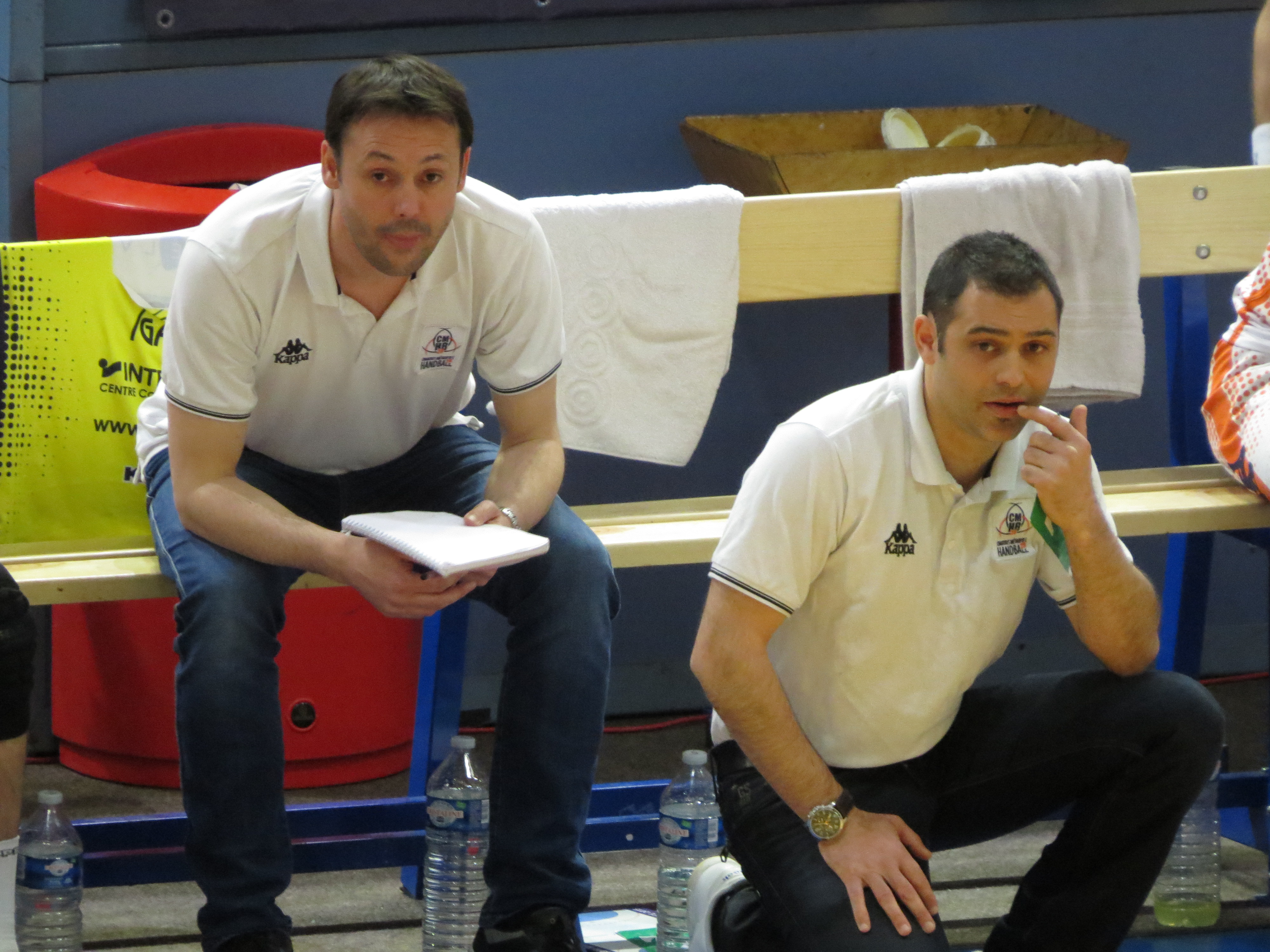
Delarue (à g.) est adjoint de Jérémy Roussel (à d.) de 2016 à 2018.

Dès la deuxième saison, Jérôme devient adjoint de Pascal Mahé sur l'équipe première. En novembre 2015, à la suite du retrait de Mahé de la tête de l'équipe, Delarue assure l’intérim en compagnie du manager général, Thibaut Karsenty. Lors de son premier match en tant que responsable à ce niveau, Delarue et l'équipe obtiennent le premier point de la saison avec un match nul contre à Dunkerque (29-29). Suivent quatre défaites. Jérôme reprend son rôle d'adjoint auprès de Jérémy Roussel lors de la nomination de celui-ci. Le duo Roussel-Delarue termine la saison 2015-2016 en décrochant les premières victoires de la saison. Chartres termine avant-dernier et redescend en D2.
Après une saison précédente à un rythme élevé, entre la D1 le mercredi et la N2 le samedi, Jérôme Delarue continue d'assister Jérémy Roussel sur l'équipe professionnelle, tout en chapeautant le centre de formation, mais laisse la gestion de l'équipe réserve à partir de l'exercice 2016-2017. L'objectif minimum est atteint avec une cinquième place et la qualification pour la phase finale. Mais Chartres échoue en finale contre Massy au but à l’extérieur (28-26 ; 24-26) et n'est pas promu.
L'année 2017-2018 est meilleure en phase régulière avec la seconde place obtenue, bien que la première soit visée. Mais l'équipe s'incline dès les demi-finales de playoffs. Jérémy Roussel est limogé.
À l'été 2018, Jérôme est choisi pour succéder à Roussel à la tête de l'équipe chartraine. Le groupe survole la Proligue 2018-2019, décroche la première place promouvant en première division et remporte la phase finale. Delarue est élu meilleur entraîneur du championnat.
Au terme de la saison 2018-2019, tandis qu'un accord de prolongation de contrat est trouvé début 2019, Delarue n'est pas maintenu à la tête de l'équipe première chartraine. Le président de la future SAS du club, Steeve Baron, justifie : « Il y a parfois des décisions difficiles à prendre et difficiles à faire comprendre. On a souhaité partir sur d'autres orientations ». Delarue garde alors la possibilité de reprendre son poste de responsable du centre de formation pour lequel il est en CDI. Fin mai 2019, il déclare : « Mon objectif, c’est de retrouver un poste de n°1 dans un club de haut niveau ». Mais ses chances sont alors faibles, la décision de ne pas le reconduire étant tombée fin avril, alors que les places d'entraîneurs sont bouclées. « Hormis une opportunité de dernière minute, ça ne sera pas pour tout de suite », se résigne le Tourangeau. Il attend alors de connaître les contours du poste proposé à Chartres.

### Handball féminin
En 2019, il est nommé entraineur principal du Chambray Touraine Handball, club de D1 féminine. Trois saisons plus tard, il est nommé entraîneur adjoint de la Danoise Helle Thomsen aux Neptunes de Nantes.
En décembre 2023, il est nommé entraîneur principal de l'Entente sportive Besançon féminin pour trois saisons à compter de l'été 2024.

## Postes successifs
Le tableau ci-dessous résume les différents rôles tenus par Jérôme Delarue dans ses clubs successifs.
| Club                       | Période              | Fonction | Titres / récompenses                                  |
| -------------------------- | -------------------- | --- | ----------------------------------------------------- |
| Bléré VCH                  | 2006 à 2008          | Entraîneur                                                                                                   |                                                       |
| RS St-Cyr THB              | 2008 à 2011          | Adjoint de François Berthier (D2-D1) Entraîneur de l'équipe réserve (Prénat-D2) Responsable technique jeunes | Montée en D1 en 2009 Montée en N3 en 2009             |
| Saint-Cyr TAHB             | 2011 à 2014          | Entraîneur de l'équipe 1 (N3) Responsable technique                                                          | néant                                                 |
| Chartres MHB28             | 2014-2015            | Responsable du centre de formation Entraîneur de l'équipe réserve (N3)                                       |                                                       |
| Chartres MHB28             | Juillet-octobre 2015 | Adjoint de Pascal Mahé (D1) Responsable du centre de formation Entraîneur de l'équipe réserve (N3)           | néant                                                 |
| Chartres MHB28             | Novembre 2015        | Intérim sur l'équipe 1 (D1)                                                                                  | néant                                                 |
| Chartres MHB28             | Décembre 2015-2016   | Adjoint de Jérémy Roussel (D1) Responsable du centre de formation Entraîneur de l'équipe réserve (N3)        | néant                                                 |
| Chartres MHB28             | 2016-2018            | Adjoint de Jérémy Roussel (D2) Responsable du centre de formation                                            | Finaliste de playoff D2 2017                          |
| C' Chartres MHB            | 2018-2019            | Entraîneur de l'équipe 1 (D2)                                                                                | Champion de D2 Montée en D1 Meilleur entraîneur de D2 |
| Chambray Touraine Handball | 2019-2022            | Entraîneur de l'équipe 1 (D1F)                                                                               | Qualification en Ligue européenne                     |
| Neptunes de Nantes         | 2022-2024            | Entraîneur-adjoint (D1F)                                                                                     | 3e de D1 en 2023 et 2024                              |
| ES Besançon                | depuis 2024          | Entraîneur de l'équipe 1 (D1F)                                                                               | -                                                     |

## Palmarès

### Titres collectifs
- Championnat de France D2 (1)
  - Champion : 2019 avec Chartres
  - Finaliste des play-off : 2017 avec Chartres

### Trophées individuels
- Championnat de France D2 (1)
  - Meilleur entraîneur : 2019 avec Chartres